# Leon Osman
Leon Osman (Wigan, 17 mei 1981) is een Engels voormalig voetballer die bij voorkeur als centrale middenvelder speelde. Hij stroomde in 2000 door vanuit de jeugd van Everton, waarvoor hij daarna meer dan 300 competitiewedstrijden speelde. Osman debuteerde in 2012 in het Engels voetbalelftal. Nadat zijn contract bij Everton in 2016 verliep stopte hij op 35-jarige leeftijd met professioneel voetbal.

## Clubcarrière
Osman komt uit de jeugdopleiding van Everton. In oktober 2002 werd hij voor zes maanden uitgeleend aan Carlisle United. In 2004 werd hij opnieuw uitgeleend, ditmaal aan Derby County. Derby kon degradatie net vermijden, waarna Osman terugkeerde om het seizoen af te maken bij Everton. Vanaf het seizoen 2004-2005 verscheen Osman meer en meer in de basiself. Op 26 oktober 2007 maakte hij zijn eerste Europese doelpunt in de UEFA Cup tegen het Griekse AE Larissa 1964. Met Everton stond hij op 30 mei 2009 in de finale van de strijd om de FA Cup. Daarin verloor de ploeg van trainer-coach David Moyes met 2-1 van Chelsea door goals van Didier Drogba en Frank Lampard. Op 16 maart 2013 maakte hij zijn 50e doelpunt voor Everton in zijn 300e wedstrijd voor The Toffees tegen Manchester City.

## Interlandcarrière
Osman heeft een Turks-Cypriotische vader waardoor hij zowel voor Engeland, Cyprus als voor Turkije zou mogen uitkomen. Op 8 november 2012, op 31-jarige leeftijd, ontving Osman voor het eerst een uitnodiging voor het Engels nationaal elftal. Op 14 november 2012 stond Osman 90 minuten in de basiself tegen Zweden. Engeland verloor met 4-2 na vier doelpunten van Zlatan Ibrahimović. Andere debutanten namens Engeland in die wedstrijd waren Carl Jenkinson (Arsenal), Steven Caulker (Tottenham Hotspur), Ryan Shawcross (Stoke City), Raheem Sterling (Liverpool) en Wilfried Zaha (Crystal Palace).
Op 6 februari 2013 zat hij op de bank in de oefeninterland tegen Brazilië. Engeland won met 2-1 na doelpunten van Wayne Rooney en Frank Lampard. Op 22 maart 2013 speelde hij zijn eerste officiële interland in een WK-kwalificatiewedstrijd tegen San Marino. Hij viel na 56 minuten in voor Tom Cleverley en zag zijn team met 0-8 winnen in San Marino.